# Katol
Katol là một thành phố và là nơi đặt hội đồng đô thị (municipal council) của quận Nagpur thuộc bang Maharashtra, Ấn Độ.

## Địa lý
Katol có vị trí 21°16′B 78°35′Đ / 21,27°B 78,58°Đ Nó có độ cao trung bình là 417 mét (1368 feet).

## Nhân khẩu
Theo điều tra dân số năm 2001 của Ấn Độ, Katol có dân số 37.417 người. Phái nam chiếm 52% tổng số dân và phái nữ chiếm 48%. Katol có tỷ lệ 77% biết đọc biết viết, cao hơn tỷ lệ trung bình toàn quốc là 59,5%: tỷ lệ cho phái nam là 82%, và tỷ lệ cho phái nữ là 72%. Tại Katol, 12% dân số nhỏ hơn 6 tuổi.